# Сіянко Климентій Євдокимович
Климентій Євдокимович Сіянко 25 листопада 1868 — 28 лютого 1946
К. Є. Сіянко народився 25 листопаду 1868 р. в селі Тюньки Чигиринського повіту Київської губернії в скромній, духовній, релігійно-патріархальній селянській родині. Закінчивши церковно-приходську школу, в 1884 р. батраком потрапив до Асканії-Нова. Спочатку працював в плодовому саду, а з 1886 р. по 5 липня 1930 р. — в зоологічному парку. Господар Асканії-Нова Фрідрих Фальц-Фейн одразу ж зауважив працелюбного і талановитого хлопця, до того ж великого любителя природи, і викладає йому
найзаповітніші мрії.
У Клима Сиянко Фрідріх Едуардович Фальц-Фейн знайшов вірного друга в любові до справи, справного помічника і виконавця. Разом вони спостерігають природу, разом ставлять пастки і пастки, разом виглядають, де влаштувалися на ніч перелітні гості, і наполегливо і терпляче поповнюють вольєру новими і новими тваринами. ...
Кращі роки життя К.Е. Сиянко пройшли в Асканії. Він, як справжній літописець, робив для пам'яті цікаві записи: про час будівель в зоопарку, незвичайні явища природи (12 серпня 1906 г. Великий Чапельський під залитий сильним дощем) та ін.:
1885 г. - огорожу парку,
1907 г. - огорожа великого загону,
1892 г. - споруда антилопник,
1902 г. - будівля першого сараю для зубрів,
1907 г. - вириті зовнішні ставки.
Він любив слухати спогади старих людей про колишнє життя, переказуючи їх образним українською мовою. Наводжу деякі з них, повністю зберігаючи стиль викладу, тому що вони представляють інтерес і тепер.
«В Асканії повинен бути створений найбільший зоопарк світу, рай для тварин у велетеньському заповіднику, — говорив Фрідрих своєму молодому сподвижнику Климу Сіянко. — Кожна рослина стане жити, як призначено природою. І тварини, які тут будуть жити, не повинні відчувати ніякого страху при кроках людини, яка до них наближається. Спокійно і безтурботно вони повинні будувати свої гнізда і нори, вирощувати своїх дитинчат, і, нарешті, помирати в густій хащі … Степ повинен належати тваринам» (Heiss, 1970).
Сіянко стає заступником завідувача асканійського зоопарку, проводить інкубаційні роботи, вперше отримує в неволі приплод від страусів: африканських — в 1895 р., нанду — в 1898 р., ему — 1916 р. Під керівництвом Климентія Євдокимовича асканійський зоопарк стає одним з найкращих в Російській імперії. На жаль, за роки радянської влади зоопарк втратив більше половини свого колишнього багатства.
У середині 1917 р. Фрідрих Фальц-Фейн назавжди залишає Асканію-Нова. Тимчасовий уряд, наукові організації Росії, стурбовані долею заповідника, посилають для охорони Асканії спочатку ботаніка Й. К. Пачоського, потім П. К. Козлова. Однак цілком очевидно, що вони нічого б не добилися, якби не самовіддані, героїчні, часто з риском для життя зусилля старих асканійців — К. Є. Сіянка та ін. Цим скромним і мужнім людям нащадки багато в чому зобов'язані тим, що Асканія-Нова, єдиний в Таврії маєток, не була повністю розграбована ні червоними, ні білими, ні «зеленими». І недарма ж деякі із старих робітників Фальц-Фейна, в тому числі і К. Сіянко, були в 20-х роках удостоєні звання героя праці.
Директору заповідника "Асканія-Нова" протягом 1924-1929 рр. Михайло Миколайович Колодько писав: "У 1886 році для нагляду до зоопарку залучається селянський хлопчик Клим Сіянко, який з любов'ю віддається цій справі і згодом
стає правою рукою Фальц-Фейна. Разом вони будують вольєри, разом ловлять перелітних гостей, разом спостерігають за природою.
Любов до зоопарку у Сіянко доходить до фанатизму. Це особливо позначилося в
період громадянської війни, коли поміщики пішли, а Клим залишився один. Всі свої сили
він віддав тому, щоб як-небудь зберегти це народне надбання. Тепер, за Радянської влади, він вже Климентій Євдокимович - герой труда. Заслуги його оцінені. старий
вічно клопочеться, дає вказівки, з однаковою, якщо не з більшою, енергією і любов'ю
робить свою справу і гордо дивиться на своє дітище, яке зберіг від руйнування в
громадянську війну для Радянської влади "(Колодько, 1928)
Після виселення і після звільнення він проживав в різних місцях поза Асканії.
Як магнітом тягнуло його в Асканію-Нова. І ось він, нарешті, зважився і 17 березня
1944 р приїхав сюди, звернувшись до директора заповідника з письмовою заявою
такого змісту: "Прошу не відмовити, якщо знайдете можливим, мені по старості років в
існування у ввіреному вам заповіднику "Асканія-Нова". Має намір за силою і можливості продовжити на додаток до колишніх
свої фенологічні спостереження над проявом природи. Буду вельми вдячний ". І через три дні дочекався відповіді дирекції:
"З отриманням цього пропонуємо Вам звільнити протягом 10 дн. Квартиру, займану в
будинку Інституту, так як Ви не працюєте в Інституті і його господарстві і виїхати з меж п / с Асканія-Нова. Якщо до зазначеного терміну квартиру не звільните, то Інститут виселить Вас в адміністративному порядку ". Так непривабливо і гірко закінчилася
остання зустріч з такою довгоочікуваною Асканією-Нова для старенького 76-річного людини ...
Залишилися в ній лише рідні могили - дружини та малих дітей ...
Влітку 1930 р. в заповіднику починається чергова «чистка». Сіянко, разом з Рібергером, засновником і бережливим зберігачем асканійського музею, як старих робітників «багатія» Фальц-Фейна «чистять» по 1-й категорії і 5 липня 1930 р. виганяють із заповідника. Він переселяється в село Скворцовка, що неподалік.
Однак на цьому лиха 65-річної старої людини не закінчилися. 29 жовтня 1933 р. чекісти заарештовують його за підозрою в участі в асканійській контрреволюційній організації, пригадують роботу під час петлюровщіни в суспільстві «Просвіта».
«На підставі матеріалів попереднього слідства нижчезазначені особи звинувачуються: (…)
10) Сіянко Климентій Євдокимович. Народився в 1868 р. в с. Томкове кол. Чернігівської губ. Довгі роки служив у Фальц-Фейна, обіймаючи посаду пом. зав. зоопарку. Був членом монархічного союзу, був вичищений по 1-й категорії з Асканії-Нова, як класово-чужий елемент, б/п, з початковою освітою, українець, підданства УРСР, в тому, що: а) — був учасником к-p організації Асканії-Нова, що ставить собі за мету скинення радвлади, б) — завербував до к-p організації Рібергера, Литвиненка, Левочка, Драгана і ін.; в) — за завданням к-p організації організував к-p повстанський осередок в с. Скворцовка Ново-Троїцького p-ну за участю бр. Бикових, Лакузи і др. У скоєнні злочинів, передбачених ст. 54-11 КК УРСР винним себе визнав». 
Ізолювавши на тривалий час «лідерів» асканійської контрреволюційної «організації», сталінські кати не стали посилати до Гулагу Сіянка і інших старих асканійців. Він і ще троє літніх людей отримали по 3 роки умовно і були випущені на волю.
Помер він 78-річним дідом від серцевої недостатності 28 лютого 1946 року в Мелітополі, там і похований, але кладовища, де була його могила,
давно не існує. У Мелітополі він проживав в родині найстаршій дочці Анни (в шлюбі Саркисянц) по Червонофлотській вулиці в будинку 111 (її сім'я була бездітною).
Помер Климентій Євдокимович 28 лютого 1946 р. в Мелітополі. Реабілітований рішенням Судової колегії по кримінальних справах Верховного суду УРСР 2 листопаду 1957 р. посмертно.
Згідно довідці № 106 Дніпропетровського обласного відділу комендатури 65- річний К.Є. Сиянко утримувався під вартою з 5 вересня 1933 по 26 березня 1934 [Офіційно його реабілітували посмертно в 1957 р (Наддніпрянська правда, 1993)].
Безсумнівно, Климентій Євдокимович Сиянко був непересічною особистістю, але відсутність освіти не дозволило йому повністю розкрити свій творчий хист. У нього
була тяга до знань і він намагався отримати їх самостійно, але "жорстока проза буднів" постійно вносила свої корективи. Завдяки його невпинним турботам, в АсканііНова вперше було отримано в 1895 р потомство африканських страусів, в 1898 р - нанду, в 1916 р - ему. Імператорська Російське Суспільство акліматизації Тварин і Рослин 30.01.1897 р нагородило Ф.Е. Фальц-Фейна за досліди по акліматизації страусів
на півдні Росії срібною медаллю.

## Про нього
- Борейко В. Е. Аскания-Нова: тяжкие версты истории (1826—1993). — К.: Киев. эколого-культурный центр, 1994. — 157 с.
- Дрогобич Н. 1983. Великий природолюб // Радянська Таврія, 1983: 25.06, 5.07, Чаплин. р-н Херсон. обл.
- Козлова Е. Аскания-Нова. Зоопарк в южно-русских степях. — Птр., 1923. — 114 с.
- Кременской А. Аскания, моя Аскания… // Черные пески. — М.: Сов. Россия, 1985. — С. 193—224.
- Шалит М. Колонія ангальтських поселенців «Асканія-Нова» i державний степовий заповідник України «Чаплі» // Вісник природознавства. — Харків, 1928. — № 3-4. — С. 1-14.
- Вісті Біосферного заповідника "Асканія-Нова", том 8, 2006 сторінка 162-176